# Kohautia australiensis
Kohautia australiensis är en måreväxtart som beskrevs av David A. Halford. Kohautia australiensis ingår i släktet Kohautia och familjen måreväxter. Inga underarter finns listade i Catalogue of Life.